# Philopatrie

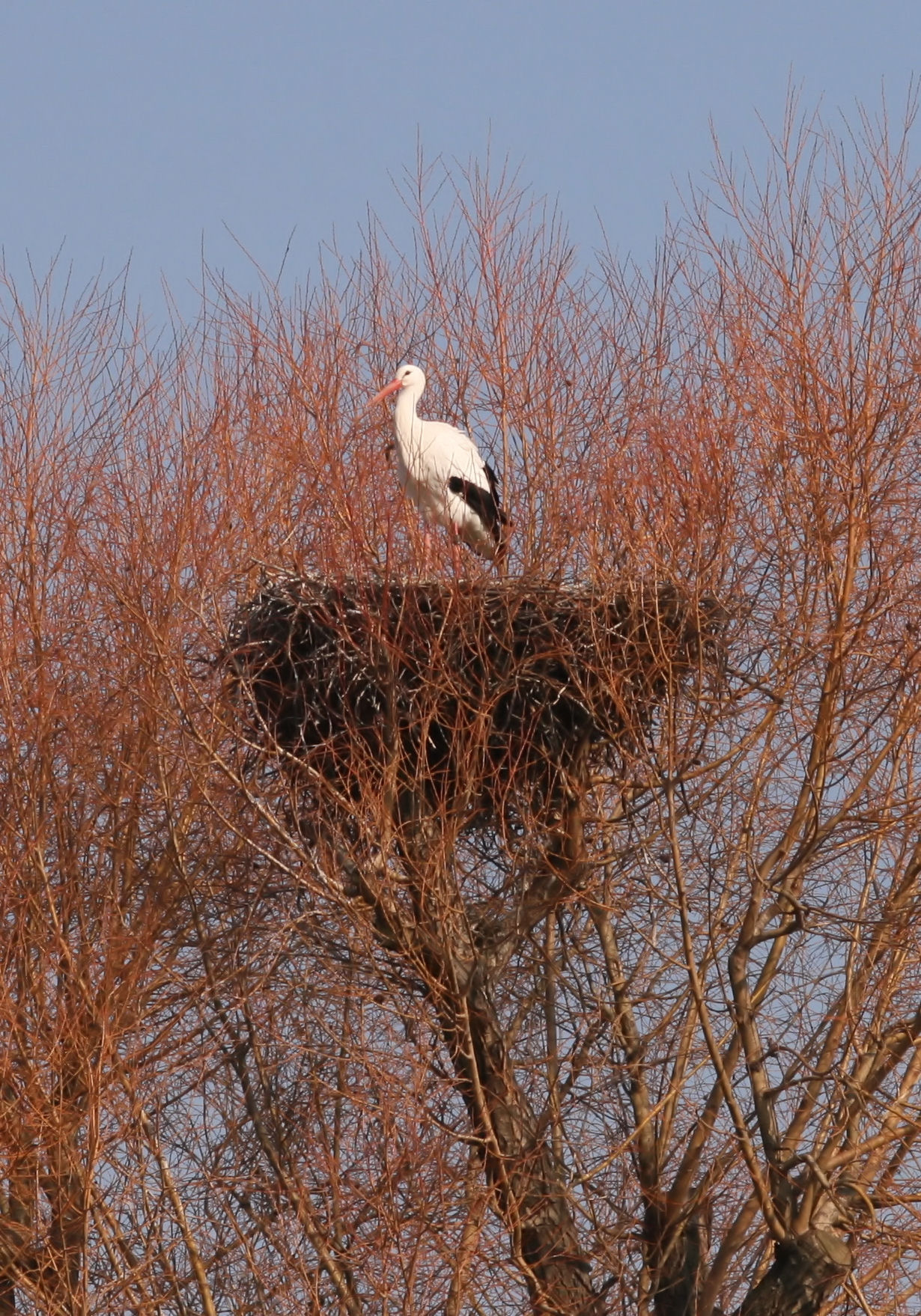
Nid de cigogne dans lequel se trouve Cigogne blanche (Ciconia ciconia), des animaux migrateurs qui reviennent sur leur lieu de naissance pour nicher

La philopatrie est la tendance de certains individus à rester ou à instinctivement revenir à l'endroit où ils sont nés, pour se reproduire (sur terre, ou sous l'eau). Ce phénomène qui a été observé chez de nombreux vertébrés est important à prendre en compte pour la protection de certaines espèces en danger de disparition, comme certains requins, et notamment pour les grands migrateurs qui peuvent en outre être vulnérabilisés par une dégradation de leurs corridors biologiques.

## Étymologie
Ce nom provient du grec philos, se traduisant par « aimer », et du latin patria, se traduisant par « pays du père ». 

## Vulnérabilité spécifique
Ces espèces sont particulièrement vulnérables à certains changements (souvent anthropiques) de leur environnement. Même si le milieu ne leur convient plus, par ce qu'il s'est dégradé ou parce qu'occupé par une espèce invasive, ils vont continuer à chercher à s'y reproduire, avec alors un mauvais succès de reproduction, ce qui peut conduire à une régression ou extinction de l'espèce.